# Мордыш
Мо́рдыш — село в Суздальском районе Владимирской области России, входит в состав Павловского сельского поселения.

## География
Село расположено на правом берегу реки Нерль (приток Клязьмы) в 10 км на восток от центра поселения села Павловское и в 18 км на юго-восток от райцентра города Суздаль.

## История
Село с первой половины XV столетия принадлежало Спасо-Евфимиеву монастырю и было пожаловано ему великим князем Василием Васильевичем, по завещанию его племянника князя Семена Александровича. Церковь в Мордыше каменная, в честь святого и чудотворного Николая, построена в первой половине XIX столетия усердием прихожан. При ней построена теплая трапеза с двумя престолами: в честь Сретения Господня и святого пророка Илии; колокольня каменная. В 1896 году приход состоял из одного села, в коем 129 дворов, 440 душ мужского пола и 446 женского. С 1874 года в селе существовала церковно-приходская школа.
В конце XIX — начале XX века село входило в состав Городищевской волости Суздальского уезда.
С 1929 года село являлось центром Мордышевского сельсовета Суздальского района, с 1973 года — в составе Порецкого сельсовета, с 2005 года — в составе Павловского сельского поселения.
До 2011 года в селе действовала Мордышская начальная общеобразовательная школа.

## Население
| 1859 | 1897 | 1905 | 1926 | 2002 | 2010 | 2021 |
| ---- | ---- | ---- | ---- | ---- | ---- | ---- |
| 659  | ↗844 | ↗955 | ↘780 | ↘585 | ↘545 | ↘496 |

## Инфраструктура
В селе расположены: МКДОУ «Детский сад с. Мордыш», дом культуры, отделение почтовой связи 601279, сельхозпредприятие СПК ОАО «Мордыш»

## Достопримечательности
В селе находится действующая Церковь Николая Чудотворца (1825).